# Fiat Iveco 65-75-90 PC 4x4
Les Fiat 65-75-90 PC 4x4 représentent une gamme complète de camions légers avec transmission intégrale permanente, fabriqués par le constructeur italien Fiat V.I. devenu Iveco à partir de 1974.

## Histoire
Ces véhicules ont été conçus à l'origine pour répondre à une demande militaire mais également pour équiper les structures parapubliques italiennes : pompiers, protection civile, gardes forestiers, ambulances devant intervenir en terrains difficiles à l'étranger.
Le premier modèle présenté en 1974 fut le 75 PC en version militaire, baptisé Fiat ACL 75 et l'année suivante la gamme complète 65, 75 et 90 PC en version civile et parapublique ainsi que la version militaire du 90 PC renommée 90 PMS.
Cette gamme sera commercialisée sous les marques Fiat, OM et Lancia en Italie, Unic en France, Magirus en Allemagne, Steyr en Autriche et Saurer en Suisse. À partir de 1980, seule la marque « Iveco » figurera à l'avant des cabines.
En 1980, la gamme est revue avec l'introduction de moteurs turbocompressés, ce qui permet d'augmenter la puissance disponible de 20 à 30 ch pour une même cylindrée. La version 65 PC est abandonnée. La version militaire du 90 PC est renommée Iveco ACM 80/90. Il est alors classé « camion de moyen tonnage » par les militaires.
En 1983, la gamme est à nouveau modifiée avec l'apparition d'un nouveau moteur décliné en plusieurs puissances, le Fiat 8062 d'une cylindrée de 5 861 cm3 qui développe 135, 160 ou 170 ch. La gamme s'articule alors sur les modèles Iveco 75.14 - 80.14 et 90.17. Ces modèles resteront en production jusqu'en 1998.
| Modèle                     | Années de production | Type moteur  | Cylindrée (cm3) | Puissance (ch DIN) | PTC (t)               |
| -------------------------- | -------------------- | ------------ | --------------- | ------------------ | --------------------- |
| Fiat 65 PC 4x4             | 1975 - 1979          | Fiat 8040.02 | 3 455           | 82                 | 6,0 / 7,0             |
| Fiat 75 PC 4x4             | 1975 - 1979          | Fiat 8060.02 | 5 183           | 122                | 7,0 / 7,85            |
| Fiat 75 PC 4x4             | 1979 - 1983          | Fiat 8060.04 | 5 499           | 130                | 7,85                  |
| Iveco 75.14 4x4            | 1983 - 1998          | Fiat 8062.04 | 5 861           | 135                | 8,25                  |
| Iveco 80.14 4x4            | 1983 - 1998          | Fiat 8062.04 | 5 861           | 135                | 8,25 + remorque 4,0 t |
| Fiat 90 PC 4x4             | 1975 - 1979          | Fiat 8060.04 | 5 183           | 122                | 9,0 / 9,80            |
| Iveco 80.16 4x4            | 1980 - 1979          | Fiat 8060.24 | 5 499           | 160                | 9,0                   |
| Iveco 90.17 4x4            | 1975 - 1979          | Fiat 8062.24 | 5 861           | 170                | 9,80                  |
| Fiat 90 PC 4x4 (Argentine) | 1984 - 1984          | Fiat 8060.02 | 5 184           | 122                | 9,20                  |

## Versions militaires
| Modèle          | Années de production | Type moteur  | Cylindrée (cm3) | Puissance (ch DIN) | PTC (t)              |
| --------------- | -------------------- | ------------ | --------------- | ------------------ | -------------------- |
| Fiat 75 PM 4x4  | 1974 - 1975          | Fiat 8062.04 | 5 499           | 130                | 7,3                  |
| Fiat ACL 75 4x4 | 1975 - 1976          | Fiat 8062.04 | 5 499           | 130                | 7,3                  |
| Fiat 90 PMS 4x4 | 1975 - 1979          | Fiat 8062.04 | 5 499           | 130                | 9,55                 |
| Iveco ACM 80    | 1979 - 1983          | Fiat 8062.04 | 5 499           | 130                | 9,8                  |
| Iveco ACM 80/90 | 1983 - 1998          | Fiat 8062.24 | 5 861           | 170                | 9,8 + remorque 6,4 t |

## Version 90 PC Argentine
Le Fiat 90 PC a été assemblé en Argentine en 1984 à vingt exemplaires uniquement selon les données du site Camion Argentino dans un communiqué du 14 août 2013.

## Curiosité
Du 17 août 1976 au 10 avril 1979, Daniele Pellegrini et Cesare Gerolimetto ont réalisé le tour du monde en solitaires avec un Fiat 75 PC aménagé par Orlandi. C'est un des itinéraires parmi les plus difficiles et impressionnants jamais effectués à bord d'un véhicule 4×4 qui a parcouru plus de 184 000 km sans dommages.